# Aiguille des secondes

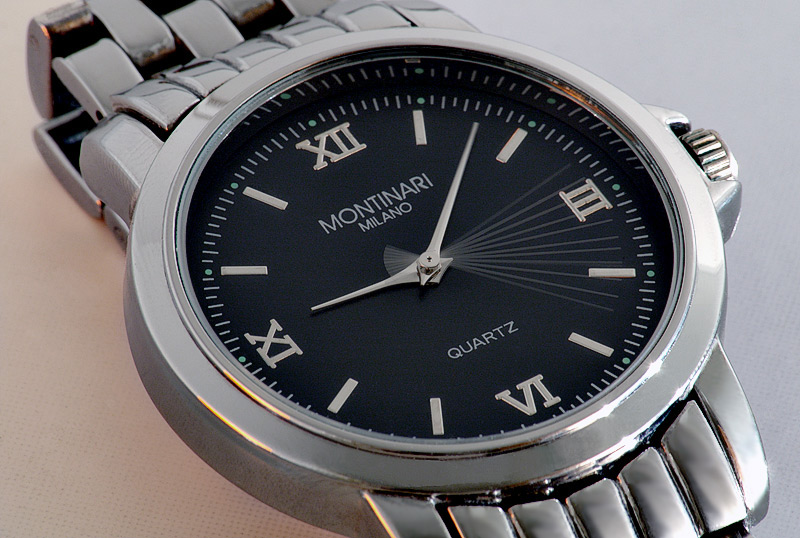
Image montrant l'aiguille des secondes passant sur le cadran d'une montre.

L'aiguille des secondes, fréquemment appelée trotteuse, est une pièce mobile qui désigne la seconde en cours sur le cadran d'une horloge mécanique.
Elle parcourt 60 tours / heure soit 1’440 tours / jour. 

## Description
Il s'agit d'une aiguille moins fréquente que l'aiguille des heures et l'aiguille des minutes, qui sont quant à elles indispensables. Lorsqu'elle existe, elle est généralement la plus grande des trois et peut présenter une couleur spécifique.
L'aiguille des secondes fait un tour sur elle-même en une minute. Elle parcourt donc 21 600° par heure et 518 400° par jour.